# Площа Кінських (Прага)
Пло́ща Кі́нських (чеськ. Náměstí Kinských) — площа в столиці Чехії місті Празі, названа на честь чеського шляхетного роду Кінських.

## Загальні та історичні дані
Майдан розташований неподалік середмістя Праги в історичному районі Сміхові й адміністративно належить до району Прага 5.
Площа Кінських є відносно новим майданом Праги, утворення і забудова якого належить до кінця XIX—ХХ століть.
Майдан відомий тим, що тут у 1945—91 роки стояв пам'ятник радянським танкістам-визволителям Праги, що являв собою модель тогочасного радянського танку ИС-2. У 1991 ж році згодом відомий чеський митець-авангардист Давид Черни пофарбував його в рожевий колір, і хоча потому пам'ятникові повернули його первинний вигляд, а також знову зафарбували чеські депутати на знак протесту проти арешту (під натиском російських дипломатичних кіл)[джерело?] за хуліганство Черного, зрештою танк було демонтовано з площі й встановлено у воєнному музеї в Лешанах у Тинці-над-Сазавою.
2004 року під час міжнародної акції «Парад корів», що відбувалась у Празі, на місці радянського танку встановили фігуру корови, розмальовану «під танк».

## Об'єкти
З-поміж важливих об'єктів на площі Кінських:
- представництво ООН та її інформаційний центр у Чехії;
- Палац юстиції (чеськ. Justiční palác).

У центрі площі облаштовано сквер, у якому міститься фонтан «Вирва часу» (чеськ. Propadliště času).
25 березня 2009 року в ході державного візиту Президента України Віктора Ющенка на площі Кінських перед будівлею представництва ООН у Чехії було урочисто відкрито пам'ятник Тарасові Шевченку (автори — скульптори В. І. Зноба та М. В. Зноба та архітектор Вероніка Дірова).
На площі — зупинка празьких таксівок.